# Adam Marchewka
Adam Marchewka "Suchy" (ur. 18 września 1923 w Zaburzu, zm. 26 kwietnia 2005 w Warszawie) – były więzień hitlerowskiego obozu koncentracyjnego na Majdanku, żołnierz Batalionów Chłopskich pseudonim "Suchy", po wojnie rolnik.

## Rodzina i młodość
Adam Marchewka był najstarszym synem Antoniego (1890–1950) i Julianny z Oleszków (1886–1950) – właścicieli niewielkiego gospodarstwa rolnego w Zaburzu. Miał troje rodzeństwa: Katarzynę Ferenc (1914–1995), Genowefę Wiktor (1927–2008) oraz Stanisława (1929–2010).
Ochrzczony został w kościele parafialnym pw. Znalezienia Krzyża Świętego w Mokremlipiu (akt nr 220). Wychowywany był w duchu religijnym i patriotycznym, od najmłodszych lat angażował się w życie społeczno-kulturalne swojej wsi.
W latach 1931–1938 uczęszczał do Jednoklasowej Publicznej Szkoły Powszechnej im. Marszałka Józefa Piłsudskiego w Zaburzu, realizującej program siedmioklasowej szkoły powszechnej. Po ukończeniu nauki pomagał rodzicom w prowadzeniu gospodarstwa.

## Aresztowanie i pobyt na Majdanku
20 listopada 1942 r. został aresztowany jako zakładnik wraz z dziewięcioma młodymi mężczyznami z Zaburza. Najpierw przewieziono go do aresztu w Zwierzyńcu, a następnie 23 listopada trafił do obozu koncentracyjnego na Majdanku w Lublinie. Początkowo osadzony został na polu I, następnie na polu II. Otrzymał czerwony trójkąt skierowany w dół z literą „P”, oznaczający polskiego więźnia politycznego.
Zwolniony z Konzentrationslager der Waffen-SS in Lublin został 6 lutego 1943 r. (nr obozowy 26539) w stanie skrajnego wycieńczenia. Do Zaburza powrócił wraz z Józefem Walczakiem (1925–1998) i Stanisławem Zybałą (1924–2002). Dramatyczne przeżycia z tego okresu zostały opisane we wspomnieniach Stanisława Zybały (1924–2002) "Piekło na ziemi" (Białystok 1975 r.), nagrodzonych przez Państwowe Muzeum na Majdanku.

## Działalność konspiracyjna
Pierwsze kontakty konspiracyjne nawiązał na przełomie lat 1940 i 1941 przez kolegów z młodzieżówki ruchu ludowego (ZMW „Wici”) m.in Stanisława Zybałę.
Po powrocie do domu Adam Marchewka wstąpił do Batalionów Chłopskich, przyjmując pseudonim „Suchy”. Brał udział w działalności konspiracyjnej na terenie rodzinnej gminy.

## Życie powojenne
W 1948 r. w Mokrymlipiu wstąpił w związek małżeński z Eugenią z Harkotów (1928–2002), z którego urodziło się troje dzieci: 
syn Stanisław Marchewka (ur. 1949, stoczniowiec), córka Teresa Kowalczyk (ur. 1954, ekonomista) i Edward Marchewka (ur. 1958-1923, stoczniowiec). W Zaburzu mieszkał i uprawiał ziemię do 2002 roku.

## Upamiętnienie

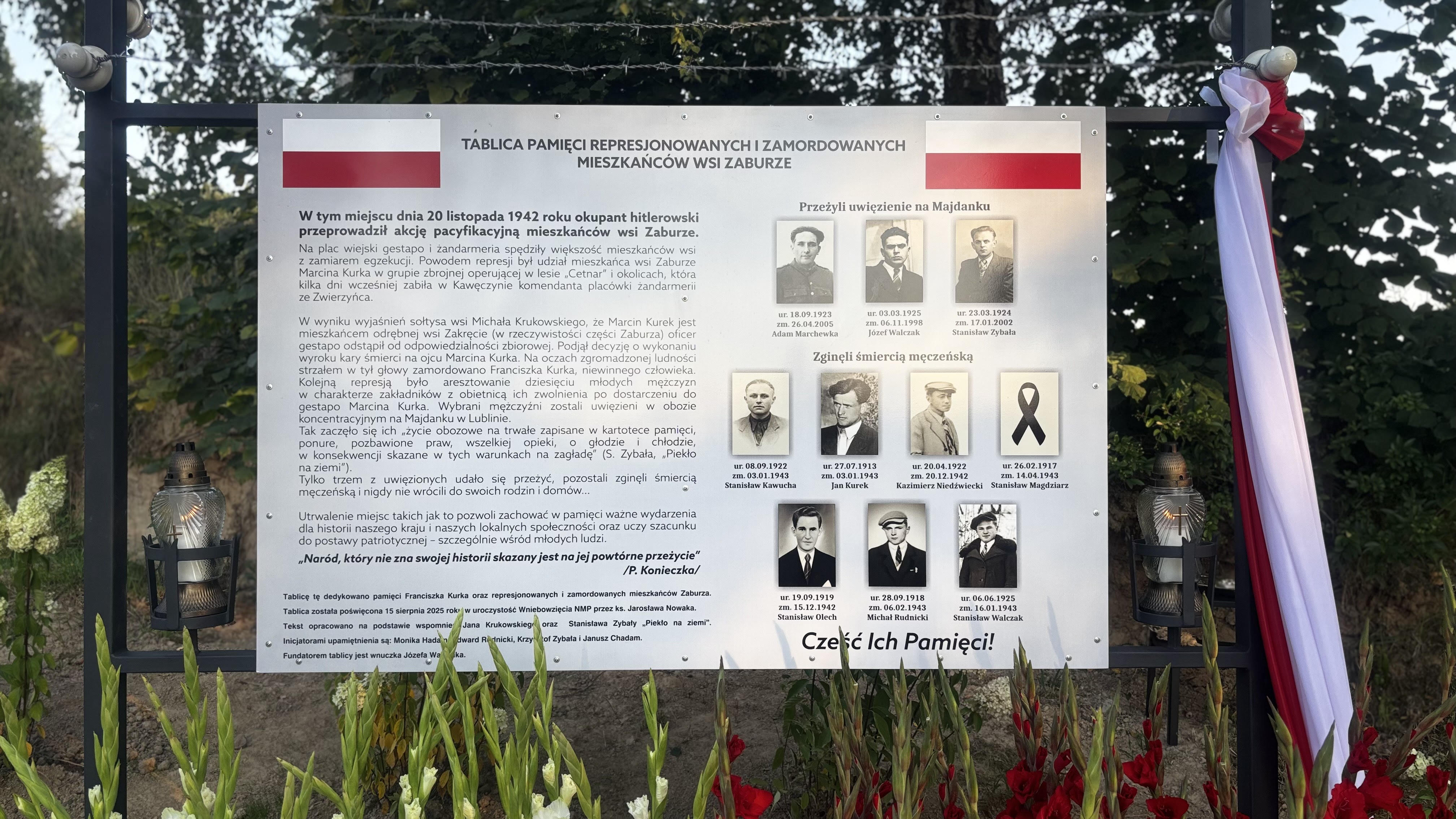
Tablica pamięci represjonowanych i zamordowanych mieszkańców wsi Zaburze

15 sierpnia 2025 r. w Zaburzu odsłonięto Tablicę Pamięci Represjonowanych i Zamordowanych Mieszkańców Wsi Zaburze. "...Utrwalenie miejsc takich jak to pozwoli zachować w pamięci ważne wydarzenia dla historii naszego kraju i naszych lokalnych społeczności oraz uczy szacunku do postawy patriotycznej - szczególnie wśród młodych ludzi..." Tak głosi tablica umiejscowiona we wsi Zaburze gm. Radecznica. Fundatorem tablicy była wnuczka Józefa Walczaka, współwięźnia z Majdanka.

## Odznaczenia
Za swą działalność konspiracyjną otrzymał m.in., Krzyż Oświęcimski (1987),  Brązowy Krzyż Zasługi, Odznaka „Weteran Walk o Wolność i Niepodległość Ojczyzny” oraz Odznaka Związku Bojowników o Wolność i Demokrację (ZBoWiD).

## Śmierć
Adam Marchewka zmarł nagle 26 kwietnia 2005 r. na warszawskim Grochowie, w wieku 82 lat. Pochowany został wraz z małżonką Eugenią na Cmentarzu Komunalnym Północnym w Warszawie.